# Fisiognomonia (Aristóteles)
A Fisiognomia (em grego classico, Φυσιογνωμονικά; em latim, Physiognomonica) é um antigo tratado grego sobre a fisiognomia atribuído a Aristóteles (e incluído no Corpus aristotelicum), mas que hoje se acredita ter sido escrito por um autor que viveu em aproximadamente 300 a.C.

## Fisiognomia antiga antes deA Fisiognomia
Apesar de a Fisiognomia ser o mais antigo tratado grego que sobreviveu até nós sobre o assunto, textos preservados em tábuas de argila sugerem evidência de manuais de fisiognomia desde a primeira dinastia babilônica, contendo estudos divinatórios sobre o significado agourento de diversas disposições corporais. Neste momento a fisiognomia é “um ramo específico e já teorizado do conhecimento” e herdeiro de uma tradição técnica de longo desenvolvimento.
Conquanto formas de pensamento vagamente fisiognômico estavam presentes na literatura grega, como em Homero, por exemplo, a fisiognomia em si não foi conhecida antes do período clássico. O termo “fisiognomia” aparece primeiramente no quinto século a. C. no tratado do corpus de Hipócrates chamado “Epidemia” (II.5.1). Ela é mencionada em um trabalho de Antístenes sobre os sofistas, o que evidencia seu reconhecimento como arte (tekhné).
No tempo de Aristóteles, a fisiognomia era reconhecida como arte (tekhné) com seus próprios praticantes especializados (tekhnitai), como vemos em uma referência na Geração dos Animais (IV.3): 
“As pessoas dizem que uma criança tem a cabeça de um carneiro ou touro, e que um bezerro tem a cabeça de uma criança e uma ovelha a de um touro. Todos os monstros resultam das causas acima mencionadas, mas eles não são nada do que se diz ser; há apenas uma similaridade, como pode parecer mesmo onde não há defeito de crescimento. Então com freqüência os sátiros comparam alguém que não é bonito com um bode cuspindo fogo ou ainda a um carneiro cabeceando; e um certo fisiognomista reduziu todos os rostos aos de dois ou três animais, e seus argumentos convenceram muitos.”
Já na antiguidade, as pretensões da fisiognomia a fundamentos científicos eram questionados e debatidos. Tem ligações com a antiga medicina grega, mas também com a magia e adivinhação.

## O tratado

### Estrutura de conteúdo
O tratado é dividido em seções sobre a teoria (805a1-808b10) e o método (808b11-814b9).  As ligações entre características do corpo e a personalidade são tratados em detalhes, catalogando doze tipos de nariz, por exemplo.

### Ligações com Aristóteles
O tratado pseudo-aristotélico começa com uma alusão aos Analíticos anteriores de Aristóteles (II.27, sobre a correção corpo-alma), e muitas das ligações fisiognômicas discutidas são mencionadas especificamente na História dos animais.

### Influência
O esquema sistemático do autor sobre as relações fisiognômicas não foi adotado por outros escritores do assunto; a proliferação de ensinamentos incompatíveis teve “o efeito cumulativo de minar a autoridade da profissão como um todo".